# Hok
Hok (äldre stavning Hook) är en tätort i  Vaggeryds kommun i Jönköpings län.
Orten ligger vid järnvägslinjen Halmstad-Nässjö.

## Historia
Orten blev 1882 en stationsort vid Halmstad-Nässjö Järnvägar.
På 1950-talet fanns i samhället en järnaffär, en möbelaffär, två livsmedelsbutiker, två kaféer, en sybehörsbutik och två bensinstationer. Vid den tiden fanns här också sågverk, hyvleri, två möbelfabriker, cementgjuteri, metallvarufabrik, en snickerifabrik samt en kartongfabrik, Lindefors bruk, nedlagd 1951..
Under senare tid även en bankfilial, postkontor och en presentbod.

### Befolkningsutveckling
| Befolkningsutvecklingen i Hok 1950–2020                 | Befolkningsutvecklingen i Hok 1950–2020 | Befolkningsutvecklingen i Hok 1950–2020 | Befolkningsutvecklingen i Hok 1950–2020 | Befolkningsutvecklingen i Hok 1950–2020 |
| ------------------------------------------------------- | --------------------------------------- | --------------------------------------- | --------------------------------------- | --------------------------------------- |
|                                                         |                                         |                                         |                                         |                                         |
| År                                                      |                                         |                                         | Folkmängd                               | Areal (ha)                              |
| 1950                                                    | 1950                                    |                                         | 345                                     | ##                                      |
| 1960                                                    | 1960                                    |                                         | 409                                     |                                         |
| 1965                                                    | 1965                                    |                                         | 407                                     |                                         |
| 1970                                                    | 1970                                    |                                         | 392                                     |                                         |
| 1975                                                    | 1975                                    |                                         | 530                                     |                                         |
| 1980                                                    | 1980                                    |                                         | 689                                     |                                         |
| 1990                                                    | 1990                                    |                                         | 791                                     | 77                                      |
| 1995                                                    | 1995                                    |                                         | 745                                     | 77                                      |
| 2000                                                    | 2000                                    |                                         | 664                                     | 77                                      |
| 2005                                                    | 2005                                    |                                         | 643                                     | 77                                      |
| 2010                                                    | 2010                                    |                                         | 637                                     | 86                                      |
| 2015                                                    | 2015                                    |                                         | 658                                     | 89                                      |
| 2020                                                    | 2020                                    |                                         | 670                                     | 90                                      |
| Anm.: ## Som tätort/befolkningsagglomeration 1920–1950. |                                         |                                         |                                         |                                         |

## Samhället
I Hok finns en hållplats, där Krösatågen mellan Nässjö och Halmstad gör uppehåll.   
I anslutning till väg 30 ligger en bensinstation samt en pizzeria.  
Hok har även en skola, med årskurserna 1-3 (3-6 finns numera i Svenarum). Invid skolan finns en sporthall, samt ortens bibliotek.
Norr om orten ligger spa- och konferensanläggningen Hooks herrgård.

## Näringsliv
Viktiga industrier är Linto, Vida och Isakssons.

## Idrott
Hok har ett fotbollslag, Hooks IF, som spelar i de lägre divisionerna, och håller till på Lindevallen. Hooks IF hade tidigare även ett damlag, som numera är nedlagt.
Norr om samhället finns Hooks GK med 2 stycken 18-håls golfbanor. 

## Personer från orten
Aktrisen Lena-Pia Bernhardsson kommer från Hok.

### Fotnoter
1. 1 2  Statistiska tätorter 2023, befolkning, landareal, befolkningstäthet per tätort, SCB, 28 november 2024, läs online.[källa från Wikidata]
2. ↑  Befolkning i tätorter 1960-2010, SCB, läs online, läst: 18 september 2013.[källa från Wikidata]
3. ↑  Kodnyckel för SCB:s statistiska tätorter och småorter - Koppling mellan gammalt och nytt kodsystem, SCB, 11 november 2021, läs online.[källa från Wikidata]
4. ↑  Olof Stork: Historik över Hooks Herrgård och Lindefors bruk.
5. ↑   (PDF) Folkräkningen den 31 december 1950, I, Areal och folkmängd inom särskilda förvaltningsområden m.m., Tätorter. Stockholm: Statistiska centralbyrån. 1952-05-19. sid. 196. Arkiverad från originalet den 1 oktober 2014. https://www.webcitation.org/6T09ZkyrB?url=http://www.scb.se/Grupp/Hitta_statistik/Historisk_statistik/_Dokument/SOS/Folkrakningen_1950_1.pdf. Läst 9 oktober 2014 Arkiverad 29 oktober 2013 hämtat från the Wayback Machine.
6. ↑  ”Landareal per tätort, folkmängd och invånare per kvadratkilometer. Vart femte år 1960 - 2016”. Statistiska centralbyrån. Arkiverad från originalet den 13 juni 2017. https://web.archive.org/web/20170613011648/http://www.statistikdatabasen.scb.se/pxweb/sv/ssd/START__MI__MI0810__MI0810A/LandarealTatort/?rxid=ff9309f9-7ecb-480f-a73c-08d86b3e56f8. Läst 18 maj 2017.